# Energie eoliană

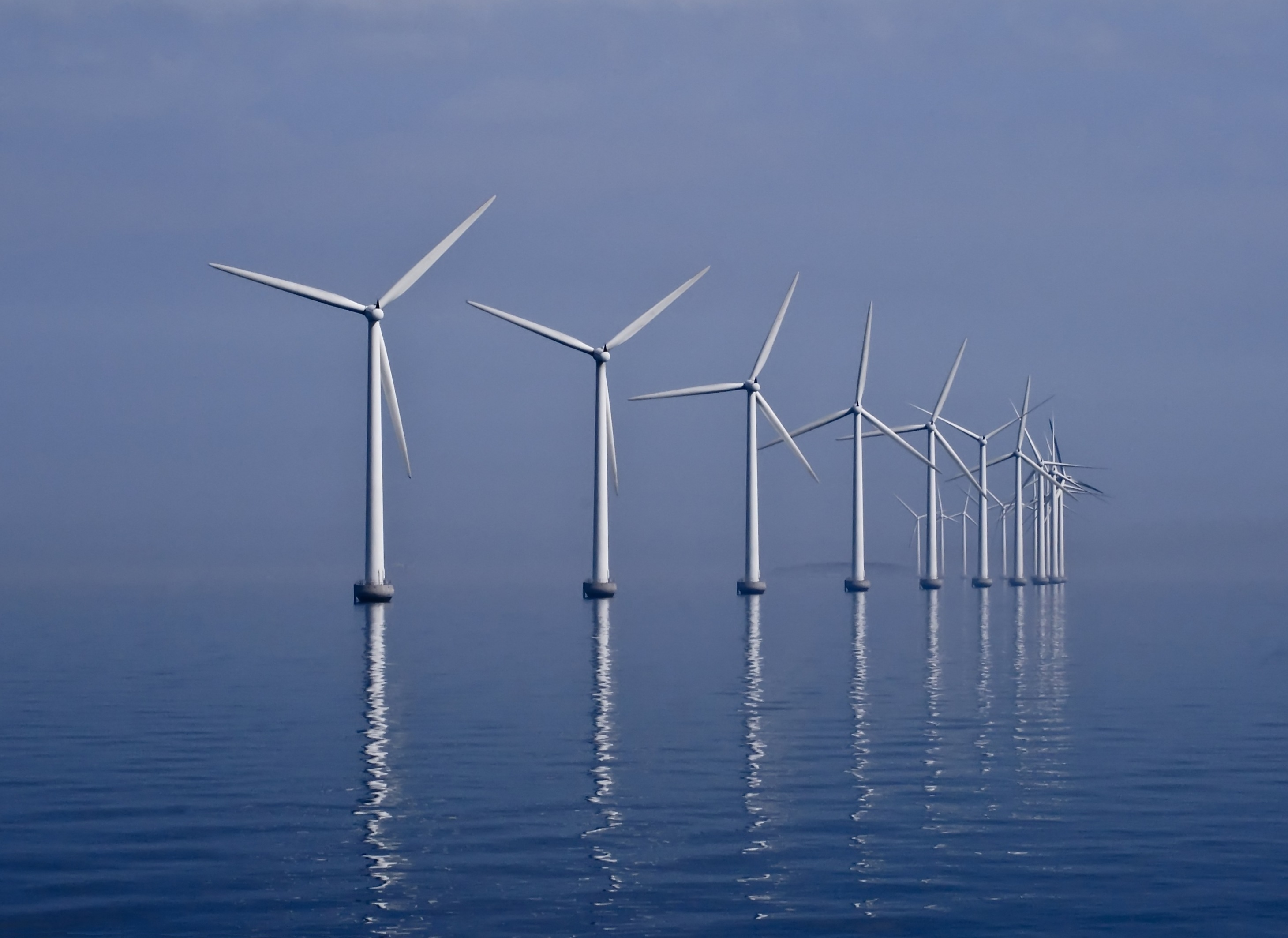
Fermă eoliană de 40 MW în larg

Puterea vântului: capacitatea mondială instalată 1996- 2013

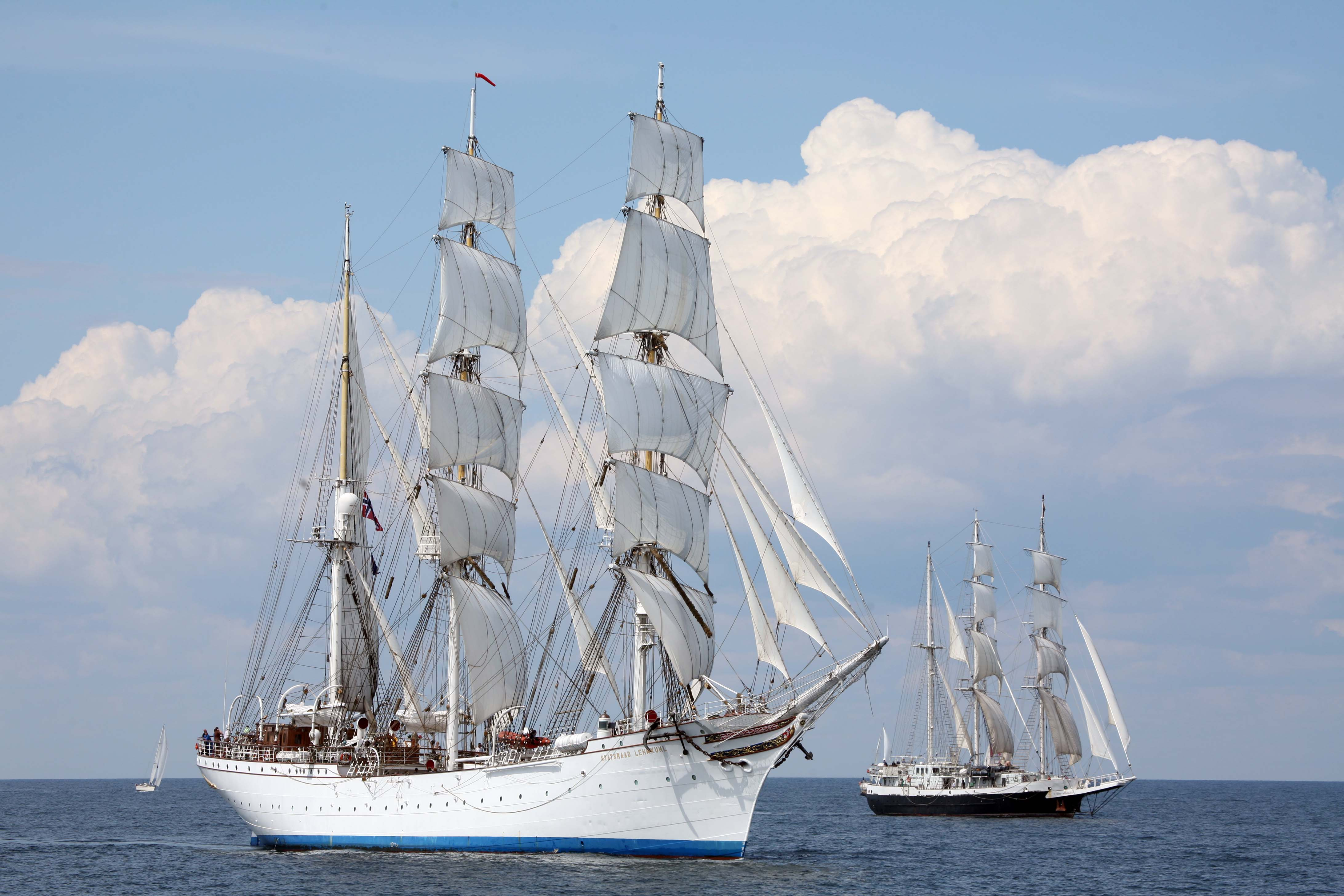
Corăbii ce folosesc forța vântului

Energia eoliană este energia cinetică intrinsec asociată mișcării aerului  (vânt), o formă de energie regenerabilă. La început energia vântului era transformată în energie mecanică. Ea a fost folosită de la începuturile umanității ca mijloc de propulsie pe apă pentru diverse ambarcațiuni ,iar ceva mai târziu ca energie pentru morile de vânt. Morile de vânt au fost folosite începând cu secolul al VII-lea î.Hr. de perși pentru măcinarea grăunțelor. Morile de vânt europene, construite începând cu secolul al XII-lea în Anglia și Franța, au fost folosite atât pentru măcinarea de boabe cât și pentru tăierea buștenilor, mărunțirea tutunului, confecționarea hârtiei, presarea semințelor de in pentru ulei și măcinarea de piatră pentru vopselele de pictat. Ele au evoluat ca putere de la 25-30 KW la început până la 1500 KW (anul 1988), devenind în același timp și loc de depozitare a materialelor prelucrate. Morile de vânt americane pentru ferme erau ideale pentru pomparea de apă de la mare adâncime.
Turbinele eoliene moderne transformă energia vântului în energie electrică producând între 50-60 KW (diametre de elice începând cu 1m)-2-3MW putere (diametre de 60-100m), cele mai multe generând între 500-1500 KW. Puterea vântului este folosită și în activități recreative precum windsurfingul. La sfârșitul anului 2010, capacitatea mondială a generatoarelor eoliene era de 194 400 MW. Toate turbinele de pe glob pot genera 430 Terawațioră/an, echivalentul a 2,5% din consumul mondial de energie. Industria vântului implică o circulație a mărfurilor de 40 miliarde euro și lucrează în ea 670 000 persoane în întreaga lume.
Țările cu cea mai mare capacitate instalată în ferme eoliene sunt China, Statele Unite ale Americii, Germania și Spania. La începutul anului 2011, ponderea energiei eoliene, în totalul consumului intern era de 24% în Danemarca, 14% în Spania și Portugalia, circa 10% în Irlanda și Germania, 5,3% la nivelul UE; procentul este de 3% în România la începutul anului 2012. La aceeași dată în România existau peste o mie de turbine eoliene, jumătate dintre ele fiind în Dobrogea.

## Repere cronologice

### Morile de vânt persane
Morile de vânt persane aveau palete făcute din mănunchiuri de trestie, care se învârteau în jurul unei axe verticale și erau folosite la măcinarea grăunțelor. Ele au început să fie folosite de perși din secolul al VII-lea î.Hr.

### Morile de vânt medievale europene

Reprezentare medievală a unei mori de vânt

Primele mori de vânt din Europa au fost construite în sec al 12-lea în nordul Franței și în sudul Angliei, ele s-au răspândit apoi în Belgia, Germania și Danemarca. În Olanda ele au fost folosite pentru a drena (asana) zonele mlăștinoase pentru a le face locuibile de către Jan Leegwater și inginerii danezi care i-au urmat.
Morile de vânt europene erau folosite atât la măcinarea grăunțelor cât și la tăierea buștenilor, mărunțirea tutunului, confecționarea hârtiei, presarea semințelor de in pentru ulei și măcinarea de piatră pentru vopselele de pictat.
Europenii au dezvoltat mori de vânt cu rotoare care se învârteau în jurul unor axe orizontale, spre deosebire de perși care mergeau pe principiul unor axe verticale.
Morile de vânt europene tipice aveau patru palete, unele aveau cinci și ocazional mai existau și cu șase.
Treptat multe din aceste mori de vânt europene au ajuns să aibă două sau trei nivele interioare unde bunurile (grăunțele, vopseaua, tutunul) puteau fi stocate.
La început morile de vânt europene erau capabile de a produce 25-30 kW de putere mecanică dar la momentul de vârf al evoluției lor, sfârșitul sec al 19-lea, ele au ajuns să producă aproximativ 1500 MW. Acest nivel nu a fost depășit până în 1998.

### Morile de vânt americane pentru ferme
Morile de vânt americane pentru ferme se foloseau pentru pomparea de apă de la mare adâncime, fiind folosite în agricultura americană în vestul Statelor Unite.
Eficiența rotorului s-a dublat grație îmbunătățirilor paletelor- acum din metal- realizate de inginerul american Thomas Perry, la sfârșitul anilor 1800. Omul de afaceri american La Verne Noyes a construit cea mai de succes moară de vânt pentru ferme, Aermotorul, grație unor palete de metal foarte speciale. Aceasta s-a dovedit așa eficientă încât a revoluționat morile de vânt pentru ferme și se folosește și în zilele noastre.
Morile de vânt americane au rămas memorabile prin siguranța și eficiența lor în capacitatea de a pompa apă de la mare adâncime. Totuși ele produc aproximativ o zecime din puterea unei turbine eoliene echivalente ca mărime. Astfel ele nu sunt potrivite pentru generarea de electricitate.
Morile de vânt pentru ferme au fost în vogă în prima parte a sec. al 20-lea. Mai mult de 1 milion de asemenea mori sunt încă în funcțiune în lume.
Între 1850- 1970 au fost construite peste 6 milioane în Statele Unite ale Americii.

### Turbinele eoliene moderne

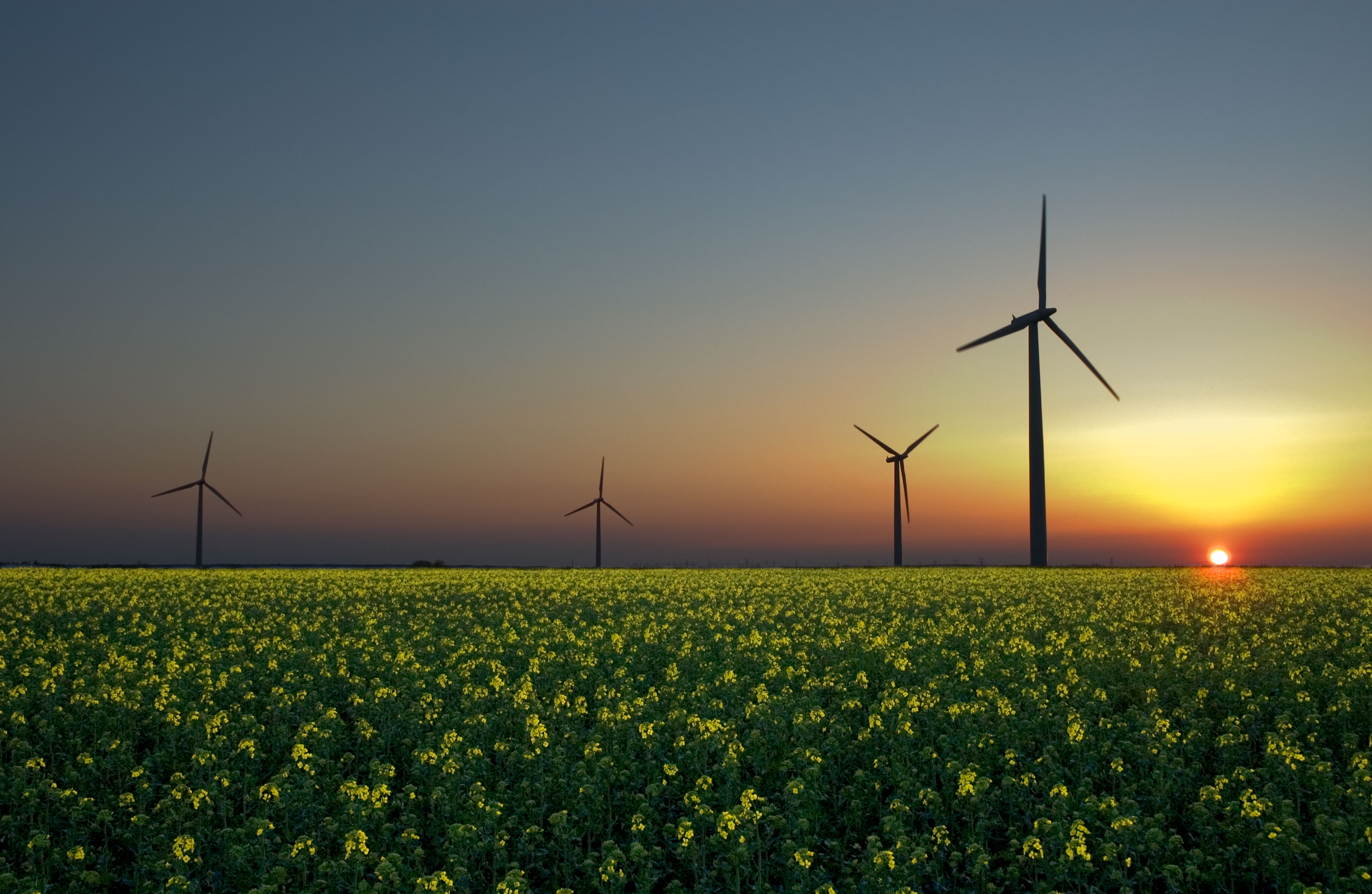
Turbine eoliene, Germania

Dorința de electrificare a gospodăriilor de-a lungul Great Plains din anii 30 a impulsionat dezvoltarea de turbine eoliene battery-charging. Așa-numitele windchargers au premers turbinelor eoliene cu 2 sau trei palete actuale, folosite pentru furnizarea de electricitate pentru reședințele îndepărtate și pentru a asigura electricitate satelor din țările în curs de dezvoltare.
Criza petrolului din anii 1970 a fost un stimulent pentru preocupările de valorificare a energie eoliene ca o sursă verde, alternativă de electricitate. Turbinele de vânt uzuale moderne generează între 250-300KW putere, aproape de 10 ori mai mult ca turbinele tradiționale europene de aceeași mărime.

### Turbine Maglev
Turbinele Maglev folosesc o tehnologie inventată de savantul Nikola Tesla și perfecționată de cercetătorii americani, presupunând utilizarea magneților permanenți pentru rotirea paleților morii de vânt. Americanii au precizat că, în principiu, este vorba de un sistem asemănător funcționării celebrelor trenuri Maglev care merg pe pernă magnetică .„Este o tehnologie unică în lume care are foarte multe avantaje și aproape niciun dezavantaj. Eficiența este de 95%, centrala produce de la o viteză a vântului de 1,5 m/s până la viteze foarte mari de 40 m/s, iar noi garantăm o cantitate constantă de energie produsă lunar. Plus o garanție de 25 de ani pe instalație în care vom repara orice problemă ar putea să apară”, a declarat Milorad Savkovik, reprezentantul pentru Balcani al companiei americane Strong Sales. Un MW instalat al turbinelor Maglev va costa aproximativ la fel ca un MW al unei eoliene clasice – 1,7 milioane de euro. Un prototip de 5 MW funcționează în statul New York. Mai există însă și o centrală de 100 de MW făcută pentru Pentagon, dar Armata Americană păstrează secretul asupra rezultatelor ei. Potrivit estimărilor făcute de Autoritatea pentru Energie din SUA, în următorii 10 ani o cincime din energia Americii va fi produsă în centrale Maglev. Principiul după care se ghidează centrala este levitația magnetică care face ca paleții agregatului eolian să plutească în aer, fără rulmenți. Turbinele funcționează datorită fluxului magnetic permanent. Acești magneți permanenți sunt compuși dintr-un metal rar denumit "neodim", care nu-și pierde energia prin frecare, fiind utilizat pentru rezonanța magnetică iar de către NASA în zborurile spațiale .

## Aspecte tehnico-ecologice

### Fundamentul energiei eoliene moderne

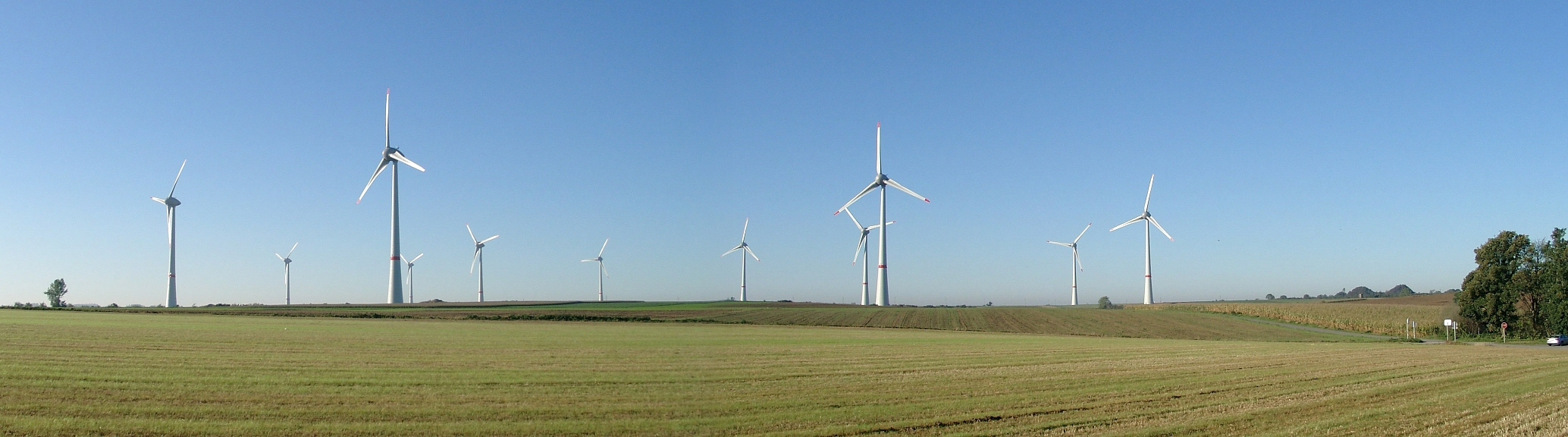
Fermă eoliană de turbine de 7,5 MW, Estinnes, Belgia

Vânturile se formează deoarece soarele nu încălzește Pământul uniform, fapt care creează mișcări de aer. Energia cinetică a vântului poate fi folosită pentru a roti turbine capabile de a genera electricitate.

### Mărimea turbinelor eoliene

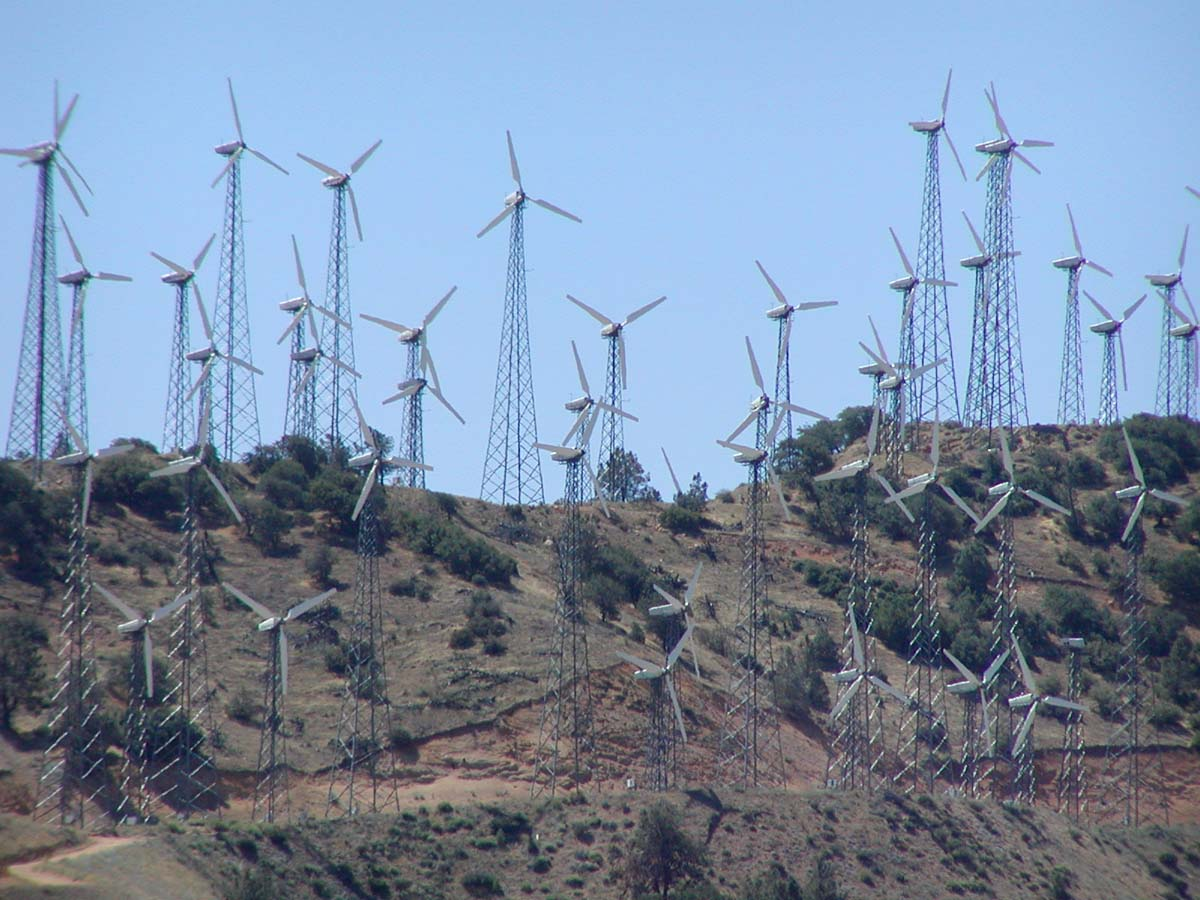
Ferma eoliană în Tehachapi, California

Turbinele eoliene pot fi împărțite în trei clase: mici, medii și mari. Turbinele eoliene mici sunt capabile de generarea a 50-60 KW putere și folosesc rotoare cu diametru între 1–15 m. Se folosesc în principal în zone îndepărtate, unde există un necesar de energie electrică dar sursele tradiționale de electricitate sunt scumpe sau nesigure. Unele mici turbine sunt așa compacte că pot fi cărate în locații îndepărtate pe spatele calului.
Cele mai multe dispozitive eoliene sunt turbinele de dimensiune medie. Acestea folosesc rotoare care au diametre între 15–60 m și au o capacitate între 50-1500 KW. Cele mai multe turbine comerciale generează o capacitate între 500KW-1500KW..
Turbinele eoliene mari au rotoare care măsoară diametre între 60–100 m și sunt capabile de a genera 2-3 MW putere. S-a dovedit în practică că aceste turbine mastodont sunt mai puțin economice și mai puțin sigure în raport cu cele de dimensiune medie Turbinele eoliene mari produc până la 1,8 MW și pot avea o paletă de peste 40 m, ele fiind plasate pe turnuri de 80 m.
Unele turbine pot produce 5 MW, deși aceasta necesită o viteză a vântului de aproximativ 5,5 m/s, sau 20 de kilometri pe oră. Puține zone pe pământ au aceste viteze ale vântului, dar vânturi mai puternice se pot găsi la altitudini mai mari și în zone oceanice.

### Siguranța energiei eoliene

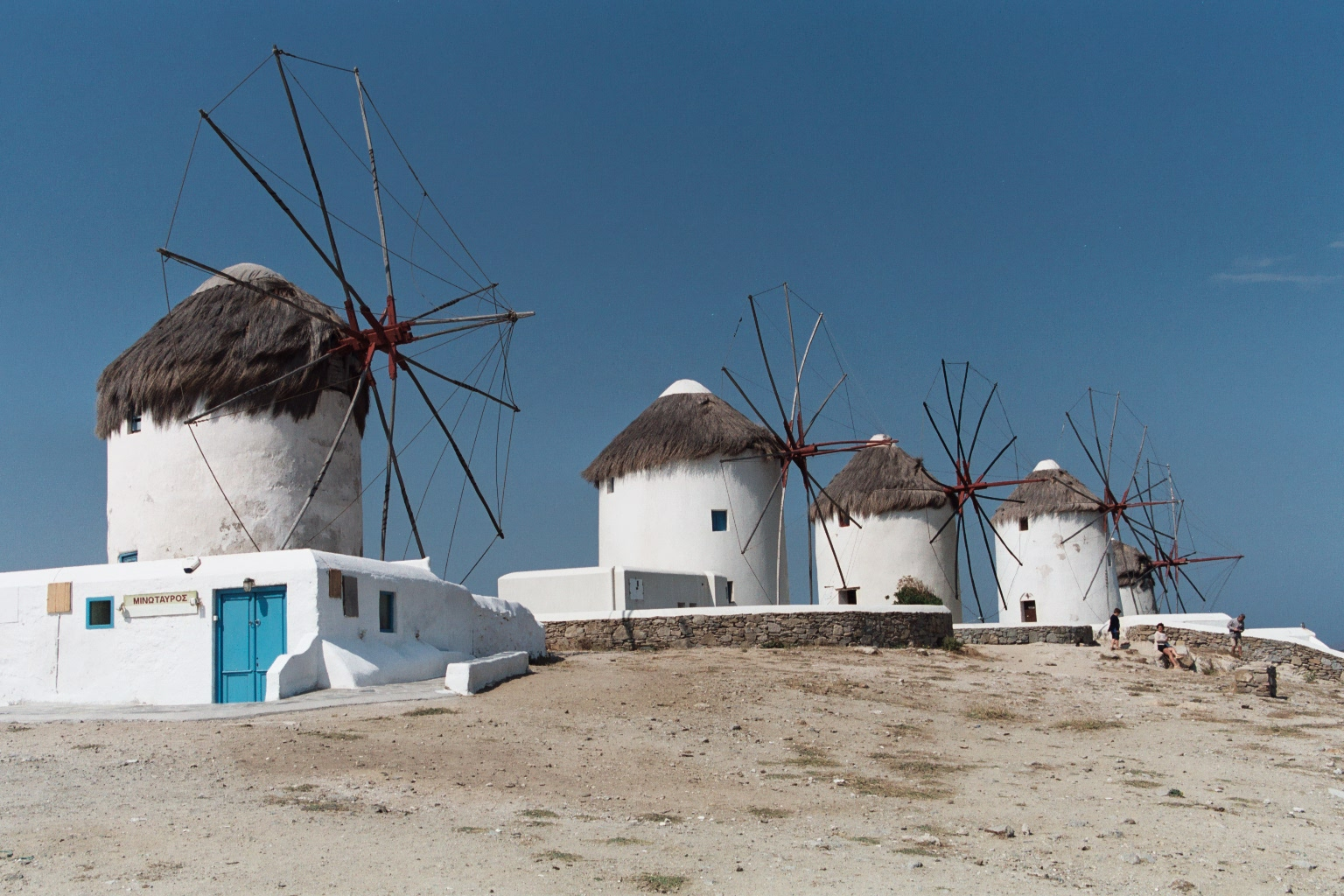
Mori de vânt, Mykonos, Grecia

Energia eoliană este o energie curată și regenerabilă dar este intermitentă, având variații în timpul zilei și al anotimpului, și chiar de la un an la altul. Turbinele eoliene funcționează cam 60% din an în regiunile cu vânt. Prin comparație, uzinele de cărbune funcționează la circa 75-85% din întreaga capacitate.
Majoritatea turbinelor produc energie peste 25 % din timp, acest procent crescând iarna, când vânturile sunt mai puternice.
În cazurile în care turbinele eoliene sunt conectate la mari rețele de electricitate, caracterul intermitent al energiei eoliene nu afectează consumatorii. Zilele fără vânt sunt compensate prin alte surse de energie cum ar fi uzinele de cărbune sau uzinele hidroelectrice care sunt conectate la rețea.
Oamenii care locuiesc în locuri îndepărtate și care folosesc electricitatea de la turbinele eoliene utilizează adesea baterii sau generatoare de rezervă pentru asigurarea energiei în timpul perioadelor fără suficient vânt.
Cele mai multe turbine eoliene comerciale sunt offline (pentru întreținere sau reparații) mai puțin de 3 % din timp, fiind, așadar, la fel de sigure ca și uzinele convenționale de energie.
Turbinele eoliene au reputația de a fi longevive. Multe turbine produc energie de la începutul anilor 80. Multe mori de vânt de fermă americane sunt folosite de generații întregi. Unele mori de vânt tradiționale europene ating venerabila vârstă de 300 de ani.

## Potențialul mondial al energiei eoliene

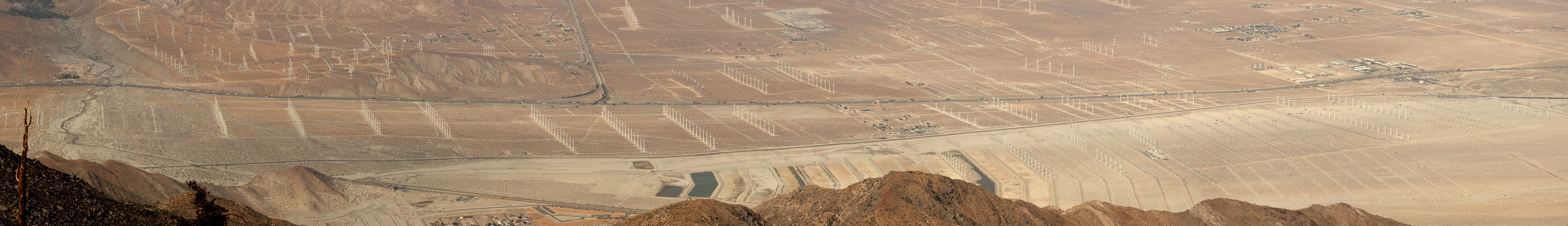
Cea mai mare parte din ferma eoliană de 619 MW San Gorgonio Pass Wind Farm, a patra ca mărime din Statele Unite ale Americii, la capătul vestic al Coachella Valley, California

Se crede că potențialul tehnic mondial al energiei eoliene poate să asigure de cinci ori mai multă energie decât este consumată acum. Acest nivel de exploatare ar necesita 12,7 % din suprafața Pământului (excluzând oceanele) să fie acoperite de parcuri de turbine, presupunând că terenul ar fi acoperit cu 6 turbine mari de vânt pe kilometru pătrat. Aceste cifre nu iau în considerare îmbunătățirea randamentului turbinelor și a soluțiilor tehnice utilizate.

### Creșterea ponderii energiei eoliene în lume
Energia eoliană este folosită extensiv în ziua de astăzi, și turbine noi de vânt se construiesc în toată lumea, energia eoliană fiind sursa de energie cu cea mai rapidă creștere în ultimii ani. 
În ultimii 10 ani, utilizarea energiei eoliene a consemnat un progres deosebit. Astfel, între 1995 – 2005, rata anuală de creștere a fost de cca 30%, conducând la o putere instalată totală nouă de 32.000 MW, adică dublu decât în domeniul energiei nucleare din aceeași perioadă.

### Top țări energie eoliană

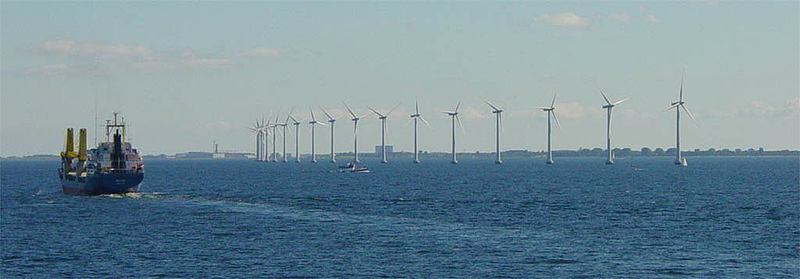
Turbine eoliene lângă Copenhaga, Danemarca

China a ajuns lider mondial în ceea ce privește capacitatea instalată în ferme eoliene, devansând Statele Unite, potrivit unui raport al Wind Energy Association (Asociația Energiei Eoliene-nr) și citat de Reuters, la 11 iunie 2011. La această dată China a ajuns la circa 45.000 MW instalați în mori de vânt, după ce în 2010 a adăugat 18.900 MW. În SUA s-au adăugat doar 5.116 MW iar totalul a ajuns la 40.000 MW, de ajuns cât să furnizeze energie pentru 10 milioane de locuințe. În 2009 Statele Unite devansase Germania la producția de energie eoliană. În lume cele mai mari producătoare de energie eoliană sunt: China (44.733 MW), Statele Unite (40.180 MW), Germania (27.215 MW), Spania (20.776 MW), India (13.065 MW), Italia (5.797 MW), Franța (5.560 MW), Marea Britanie (5.203 MW), Canada (4.008 MW), Danemarca (3.734 MW).
La sfârșitul anului 2010 prețul unei turbine eoliene chinezești nu depășea 600.000 de dolari pe MW, în timp ce turbinele de proveniență occidentală ajungeau la peste 800.000 de dolari pe MW.
Cea mai mare fermă eoliană din lume (2010) este The Roscoe Wind Complex (Statele Unite, Texas), cu o capacitate de 781 MW, capabilă de a oferi electricitate pentru 230 000 gospodării. Ea are 627 turbine, a costat 1 miliard de dolari, construcția ei a început în 2007 și se întinde pe 100 000 acri de teren  Prin comparație o uzină de cărbune generează în medie 550 MW.

### Energia eoliană în Europa

Windsurfing

Deși încă o sursă relativ minoră de energie electrică pentru majoritatea țărilor, producția energiei eoliene a crescut practic de cinci ori între 1999 și 2006, ajungându-se ca, în unele țări, ponderea energiei eoliene în consumul total de energie să fie semnificativ: Danemarca (23%), Spania (8%), Germania (6%).
Ponderea energiei eoliene, în totalul consumului intern era, la începutul anului 2011, de 24% în Danemarca, 14% în Spania și Portugalia, circa 10% în Irlanda și Germania și 5,3% la nivelul UE, iar în România de numai 1,6%.
La nivelul Uniunii Europene, capacitatea totală de producție energetică a turbinelor eoliene era la finele anului 2010 de 84.074 MW. Potrivit datelor de la finele anului 2010 Germania are cea mai mare capacitate de producție de energie eoliană din UE, de 27.214 MW, urmată de Spania, cu 20.676 MW, iar apoi, la mare distanță, de Italia (5.797 MW) și Franța (5.660 MW).
În martie 2011, energia eoliană a devenit, pentru prima dată, tehnologia cu cea mai mare producție electrică din Spania, potrivit Rețelei Electrice din Spania (REE), cu 21 % din totalul cererii de electricitate din Spania. Pe locurile următore: energia nucleară (19%), energia hidraulică (17,3%), ciclurile combinate (17,2%), termocentralele pe cărbune (12,9%) și energia solară (2,6%). Mulțumită aportului energiei eoliene, s-a evitat importarea de hidrocarburi în valoare de 250 de milioane de euro și emisia de 1,7 milioane de tone de CO2, adică echivalentul plantării a 850.000 de copaci.
În anul 2011, pentru construcția unei capacități de producție energetice eoliene de 1 MW, este necesară o investiție de 1,5 – 1,7 milioane de euro.
În prezent, parcul eolian Whitelee din Scoția este cel mai mare parc eolian terestru din Europa.

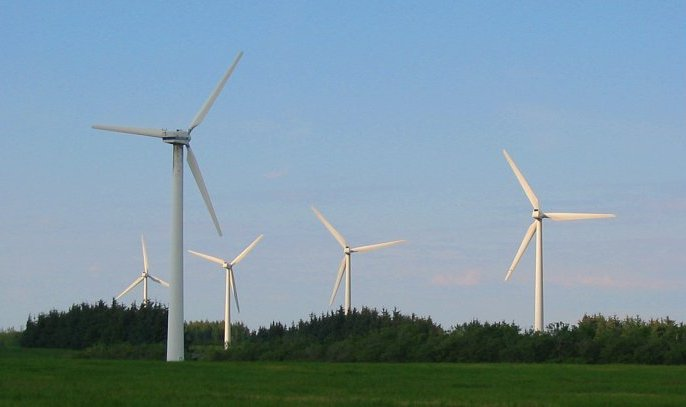
Turbine de vânt, Vendsyssel, Danemarca

### Energia eoliană în România
În sectorul eolian din România au investit CEZ (Cehia), ENEL (Italia), Energias de Portugal (Portugalia) și Iberdrola Renovables (Spania)
CEZ a instalat 115 turbine la Fântânele, județul Constanța, 90 dintre ele fiind deja legate la rețeaua națională de energie electrică. Eolienele au cca 100 m înălțime. Turbinele pentru parcul eolian construit de CEZ sunt livrate de către gigantul industrial american General Electric.
Energias de Portugal (Portugalia), al treilea cel mai mare investitor în energie eoliană la nivel mondial, a terminat construcția unui parc eolian de 69 MW la Cernavodă, în mai 2011. Energia poate alimenta 70 000 de gospodării și a costat 200 milioane de dolari.
La această dată în Dobrogea sunt construite deja parcuri eoliene care însumează 600MW.
în 2009 erau instalați doar 14 MW. În 2010, în centralele eoliene erau instalați în total 462 MW. România a ajuns, în 2011, la 850 MW instalați în total în eolian (adică o putere mai mare decât cea a unui reactor nuclear de la Cernavodă). Un MW instalat costă 1,6 milioane de euro.
La începutul anului 2012, în Dobrogea există peste 500 de turbine eoliene. Cehii de la CEZ, portughezii de la EDP sau italienii de la Enel au investit în energie eoliană în Dobrogea.
În România, la începutul anului 2012, există peste 1000 de turbine eoliene care produc 3% din totalul de energie. Investițiile în eoliene au creat până acum 1000 de locuri de muncă.
Eolienele din România produc, în medie 150 - 200 de megawați-oră. Costul energie eoliene este de 170 de euro pe megawatt/oră, de aproape trei ori mai mult față de energia produsă de hidrocentrale.
Potrivit hărții energiei "verzi", potențialul României cuprinde 65% biomasă, 17% energie eoliană, 12% energie solară, 4% microhidrocentrale, 1% voltaic + 1% geotermal. În România, cu excepția zonelor montane, unde condițiile meteorologice dificile fac greoaie instalarea și întreținerea agregatelor eoliene, viteze egale sau superioare nivelului de 4 m/s se regăsesc în Podișul Central Moldovenesc și în Dobrogea. Litoralul prezintă și el potențial energetic deoarece în această parte a țării viteza medie anuală a vântului întrece pragul de 4 m/s. În zona litoralului, pe termen scurt și mediu, potențialul energetic eolian amenajabil este de circa 2.000 MW, cu o cantitate medie de energie electrică de 4.500 GWh/an.
Pe baza evaluării și interpretării datelor înregistrate, în România se pot monta instalații eoliene cu o capacitate de până la 14.000 MW, ceea ce înseamnă un aport de energie electrică de aproape 23 000 GWh/an. Potrivit unui studiu al Erste Group, potențialul eolian al țării, estimat la 14.000 de MW, este cel mai mare din sud-estul Europei și al doilea din Europa.
Transelectrica a avertizat că în sistemul național pot fi preluate turbine eoliene de maximum 4.000 de MW, în contextul în care a primit cereri de racord la rețea pentru proiecte de peste 30.000 de MW, din care 8.000 de MW au deja contracte semnate.

### Energia eoliană în Republica Moldova
În România, Bulgaria, Ungaria, Austria, Germania, turbine eoliene de mari dimensiuni pot fi văzute, practic, peste tot. În Moldova, acestea pot fi întâlnite doar la Edineț, grație lui Oleg Lozovanu, cel are care a adus energia eoliană în țara noastră.
Proprietarul Stației de producere a energiei electrice ecologice SC „ELTEPROD” SRL este cel care, deși s-a confruntat cu o mulțime de probleme, nu a renunțat și a reușit să instaleze o turbină eoliană pe extravilanul satului Brătușeni, raionul Edineț, singura de acest fel care produce energie electrică în baza vântului.
Antreprenorul spune că activează în domeniul energetic încă din 2004, dar ideea producerii energiei din surse regenerabile a putut să fe pusă în practică abia în 2012. Un an mai târziu, a fost dată în exploatare turbina propriu-zisă. Investițiile s-au ridicat la 500 de mii de euro. 
Instalația este fabricată în Germania și are o înălțime de peste 60 de metri. Diametrul pilonului este de 5,4 metri, iar lungimea elicelor de 27 de metri. 
O turbină de acest fel are puterea de 1100 kW și poate asigura cu energie electrică două localități. Montată pe un câmp agricol al satului Brătușeni, Edineț, turbina a fost conectată la rețea în aprilie 2013 și produce zilnic 1 100 KW energie. Anual turbina produce 1,5 mln.kwh de energie electrică, livrată în rețeaua de distribuție regională – SA „RED Nord-Vest”. 
Pe traseu, la doar câțiva km distanță, se văd alte câteva turbine – două la ieșirea din orașul Cupcini, patru pe teritoriul fabricii de zahăr de la Cupcini, alte două la ieșirea din municipiul Edineț. În total, în acest raion sunt nouă turbine, toate investiții private, cu capacitate de 9,6 MW. Opt turbine eoliene au fost instalate în 2017 la Edineț, alte două sunt în proces de montare. Municipiul Edineț are 18 mii de locuitori, iar turbinele instalate deja produc cu 3 MW mai mult decât consumul energetic real.
Ecologistul Grigore Musteață, președintele ONG-ului local „Colaborare”, spune că interesul pentru energia eoliană, dar și alte tipuri de energie regenerabilă, se datorează campaniei de educare și informare pe care o desfășoară de mai mulți ani.
„Astăzi, Edineț ocupă locul întâi la producerea energiei verzi. Suntem mândri că am putut convinge oamenii să investească în acest domeniu. Astfel, reducem emisiile de CO2 în atmosfera și contribuim la îmbunătățirea calității vieții oamenilor”, remarcă Grigore Musteață.
Regretul ecologistului este lipsa unui tarif verde în R. Moldova. Astfel, agenții economici livrează energia eoliană la un preț mai mic decât cel de piață.
Totuși, nordul Moldovei nu dispune de potențialul eolian cel mai mare. Viteza medie anuală a vântului este cuprinsă între 6,5 și 8,0 m/s, condiții mai bune de vânt fiind la sud. O viteză a vântului mai mare de 8 m/s nu a fost identificată în R. Moldova. Potrivit specialiștilor, la acești parametri, sunt potrivite turbinele de clasa a III-a (viteza medie anuală 6,0-7,5 m/s), cu înălțimea turnului de 100 metri.
Expertul Ion Sobor, profesor universitar, Facultatea de Energetică a Universității Tehnice din Moldova,spune că situația în electroenergetică este la nivel critic în R. Moldova – producem doar 18% din consumul energetic și aproape 80% vine din auto-proclamata Republica Moldovenească Nistreană. Dacă se întâmplă că Transnistria stopează livrarea energiei electrice, ca urmare a înrăutățirii conflictului cu Chișinăul, Moldova poate rămâne fără energie. Iată de ce, dezvoltarea surselor de energie regenerabilă este o necesitate stringentă pentru R. Moldova.
Potrivit calculelor efectuate de experți, în R. Moldova aria suprafețelor cu potențial eolian este de circa 1830 km2 – adică mai puțin de 6% din suprafața totală. Capacitate totală care poate fi instalată este de 9151 MW. Aceasta, însă, nu ar putea fi valorificată pentru că depășește capacitățile tehnice ale sistemului electroenergetic și consumul actual al R. Moldova.
Ilie Mitriniuc, director al companiei de construcție, spune că acum câțiva ani nu s-ar fi gândit la prestarea unor astfel de servicii – construcția fundațiilor pentru instalarea turbinelor. Astăzi, investitorii nu mai apelează la serviciile specialiștilor din străinătate, dar semnează contractele de instalate cu compania locală. Firma are la activ nouă fundamente pentru turbinele date în exploatare în 2017 și trei fundamente în construcție în acest an. Această stație eoliană va avea capacitatea de 1,6 MW.
„Atlasul resurselor energetice eoliene al RM” – o nouă realizare marca UTM
Lansat de cadrul Expoziției internaționale „Moldenergy” (martie 2017), „Atlasul resurselor energetice eoliene al Republicii Moldova”, elaborat de o echipă de cercetători de la Universitatea Tehnică a Moldovei (Ion SOBOR, Andrei CHICIUC, Vasile RACHIER), în cadrul Proiectului „Servicii științifice și tehnice în inginerie privind realizarea campaniei de măsurări a caracteristicilor vântului, elaborarea și editarea Atlasului resurselor energetice eoliene al RM”, a constituit un pionierat pentru domeniul resurselor energetice eoliene din RM, având un ecou local, dar și internațional pe măsură. 
Prezentând Atlasul, dr. Ion SOBOR, conferențiar la Universitatea Tehnică a Moldovei, unul dintre autorii lucrării, a menționat că, în baza cercetărilor efectuate de UTM în comun cu AWS TruePower și WindPower Energy din România, s-a constatat că aproximativ 5,5% din teritoriul Republicii Moldova are potențial pentru instalarea turbinelor eoliene.
Avem potențial eolian, doar că nu este valorificat. Morile de vânt ar micșora din dependența de energie importată. Cercetările arată că aria suprafețelor cu potențial eolian bun și excelent este de circa 1 830 de km2. Au fost identificate 7 zone cu potențial pronunțat, printre care Colinele Tigheciului, Platoul Moldovei – amplasat la nord și Podișul Central. Aceste zone plate ar permite construcția unor parcuri eoliene cu zeci de mori de vânt.
„Energia vântului reprezintă peste 80 la sută din toate achizițiile de energie electrică în Europa. Statele UE au ținte stabilite pentru anul 2020 referitor la conversia la energii regenerabile. Moldova ca membru al Comunității Energetice Europeană a început să depună eforturi în direcția implementării aquisului comunitar și a obiectului de a avea cel puțin 17% din energie produsă prin metode eco până în 2020”, a declarat Viktoriya KERELSKA, consilier în afaceri publice în cadrul Asociației Energiei Eoliene din Europa „WindEurope”.
Reprezentanta WindEurope a menționat că pentru a dezvolta industria energiei eoliene țară este necesară ajustarea legislației și a sugerat Guvernului Republicii Moldova să se consulte cu reprezentanți din industria eoliană în elaborarea cadrului normativ și legislativ. De partea sa, WindEurope poate veni cu expertiza necesară.
„Noile tehnologii au fost din tot timpul o forță motrice pentru sectorul energetic și construcțiilor, la scară globală. Pentru consolidarea pieței autohtone, companiile locale sunt chemate să se conecteze la dezvoltarea metodelor de utilizare și inovare a domeniilor respective. Strategia energetică a Republicii Moldova are la bază inovația tehnologică, ce permite cu sprijinul autorităților și a partenerilor de dezvoltare, să asigure creșterea sustenabilă a sectorului”, a declarat în cadrul evenimentului de prezentare a potențialului energetic eolian Ion COZMA, drd. UTM, director-adjunct al Agenției pentru Eficiență Energetică (AEE).
Potențialul resurselor energetice eoliene al RM a fost prezentat în forma unei hărți interactive.  Studiul este unul din principalele instrumente de atragere a investitorilor pentru implementarea proiectelor în domeniul surselor de energie regenerabile în Moldova. Investitorii sunt gata să cumpere vântul din Republica Moldova, doar că așteaptă susținere din partea statului. Pentru a putea pune în practică cercetările, experții așteaptă intrarea în vigoare la finele lunii martie a Legii privind promovarea utilizării energiei din surse regenerabile. Proiectul a fost adoptat încă în 2016, însă Guvernul a cerut amânarea aplicării legii, motivând că nu suntem încă pregătiți la nivel de cadru legal.
La evenimentul de lansare a Atlasului, organizat de AEE, au participat potențiali investitori, autorități publice centrale și locale, reprezentanți ai întreprinderilor din domeniul energetic, misiunilor diplomatice și asociațiilor din domeniu. 

## Comparații cu alte resurse energetice

### Avantaje
În contextul actual, caracterizat de creșterea alarmantă a poluării cauzate de producerea energiei din arderea combustibililor fosili, devine din ce în ce mai importantă reducerea dependenței de acești combustibili.
Energia eoliană s-a dovedit deja a fi o soluție foarte bună la problema energetică globală. Utilizarea resurselor regenerabile se adresează nu numai producerii de energie, dar prin modul particular de generare reformulează și modelul de dezvoltare, prin descentralizarea surselor. Energia eoliană în special este printre formele de energie regenerabilă care se pretează aplicațiilor la scară redusă.
- Principalul avantaj al energiei eoliene este emisia zero de substanțe poluante și gaze cu efect de seră, datorită faptului că nu se ard combustibili.

- Nu se produc deșeuri. Producerea de energie eoliană nu implică producerea nici unui fel de deșeuri.

- Costuri reduse pe unitate de energie produsă. Costul energiei electrice produse în centralele eoliene moderne a scăzut substanțial în ultimii ani, ajungând în S.U.A. să fie chiar mai mici decât în cazul energiei generate din combustibili, chiar dacă nu se iau în considerare externalitățile negative inerente utilizării combustibililor clasici.[40][41][42]

În 2004 prețul energiei eoliene ajunsese deja la o cincime față de cel din anii 1980, iar previziunile sunt de continuare a scăderii acestora deoarece se pun în funcțiuni tot mai multe unități eoliene cu putere instalată de mai mulți megawați.
- Costuri reduse de scoatere din funcțiune. Spre deosebire de centralele nucleare, de exemplu, unde costurile de scoatere din funcțiune pot fi de câteva ori mai mari decât costurile centralei.[44], în cazul generatoarelor eoliene, costurile de scoatere din funcțiune, la capătul perioadei normale de funcționare, sunt minime, acestea putând fi integral reciclate.

### Dezavantaje

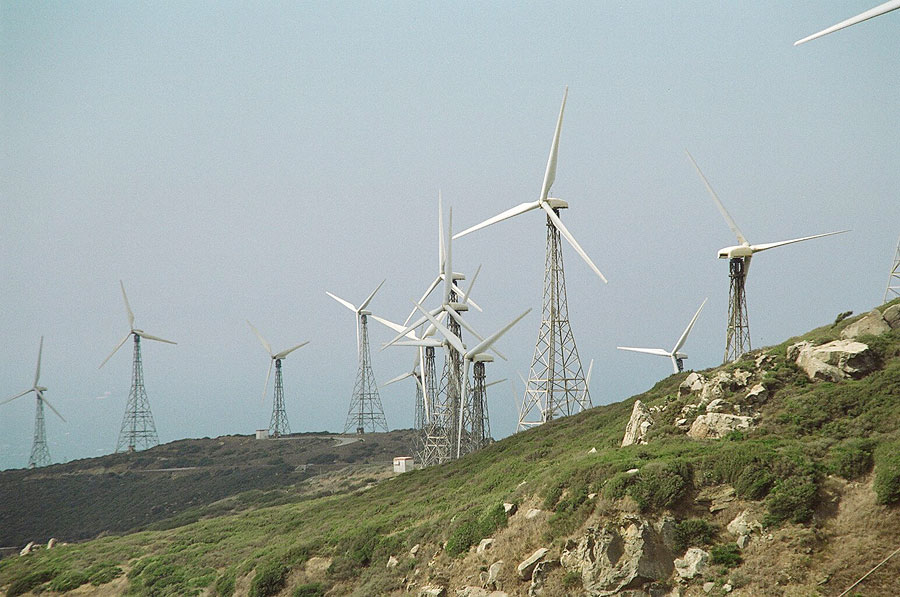
Fermă de energie eoliană în Tarifa, Spania

Principalele dezavantaje sunt: resursa energetică relativ limitată, inconstanța datorată variației vitezei vântului și numărului redus de amplasamente posibile. Puține locuri pe Pământ oferă posibilitatea producerii a suficientă electricitate folosind energia vântului. 
La început, un important dezavantaj al producției de energie eoliană a fost prețul destul de mare de producere a energiei și fiabilitatea relativ redusă a turbinelor. În ultimii 25 de ani, eficacitatea energetică s-a dublat, costul unui kWh produs scăzând de la 0,70 euro la circa 0,32 euro în prezent. Un alt dezavantaj este și "poluarea vizuală" - adică faptul că au o apariție neplăcută - iar altul ar fi faptul că produc "poluare sonoră" (sunt prea gălăgioase). De asemenea, se afirmă că turbinele afectează mediul și ecosistemele din împrejurimi, omorând păsări și necesitând terenuri mari virane pentru instalarea lor. 
Argumente împotriva acestora sunt că turbinele moderne de vânt au o apariție atractivă stilizată, că mașinile omoară mai multe păsări pe an decât turbinele și că alte surse de energie, precum cărbunele, sunt cu mult mai dăunătoare pentru mediu, deoarece creează poluare și duc la efectul de seră.
De asemenea, există un risc mare de distrugere în cazul furtunilor.

## Galerie de imagini

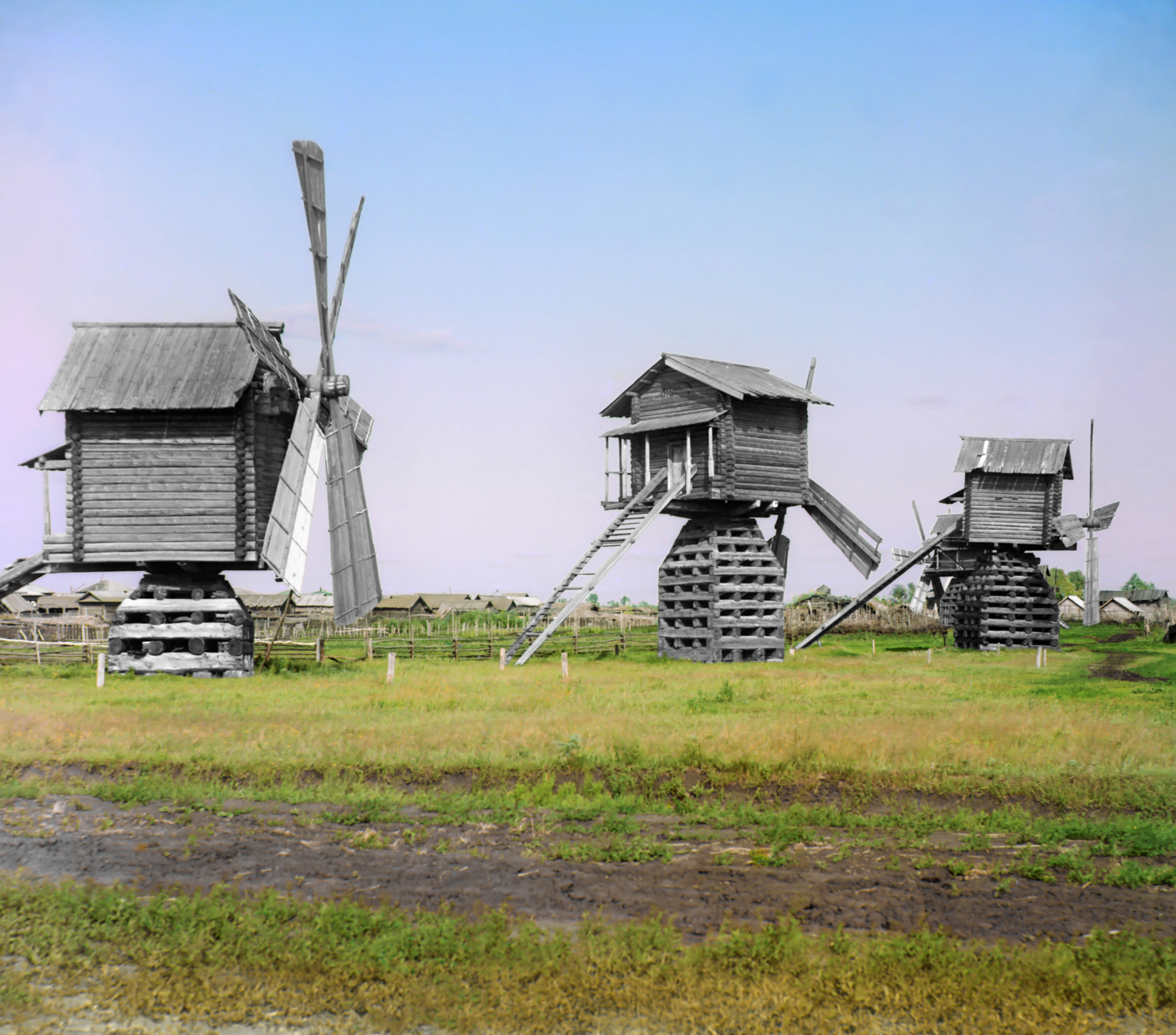
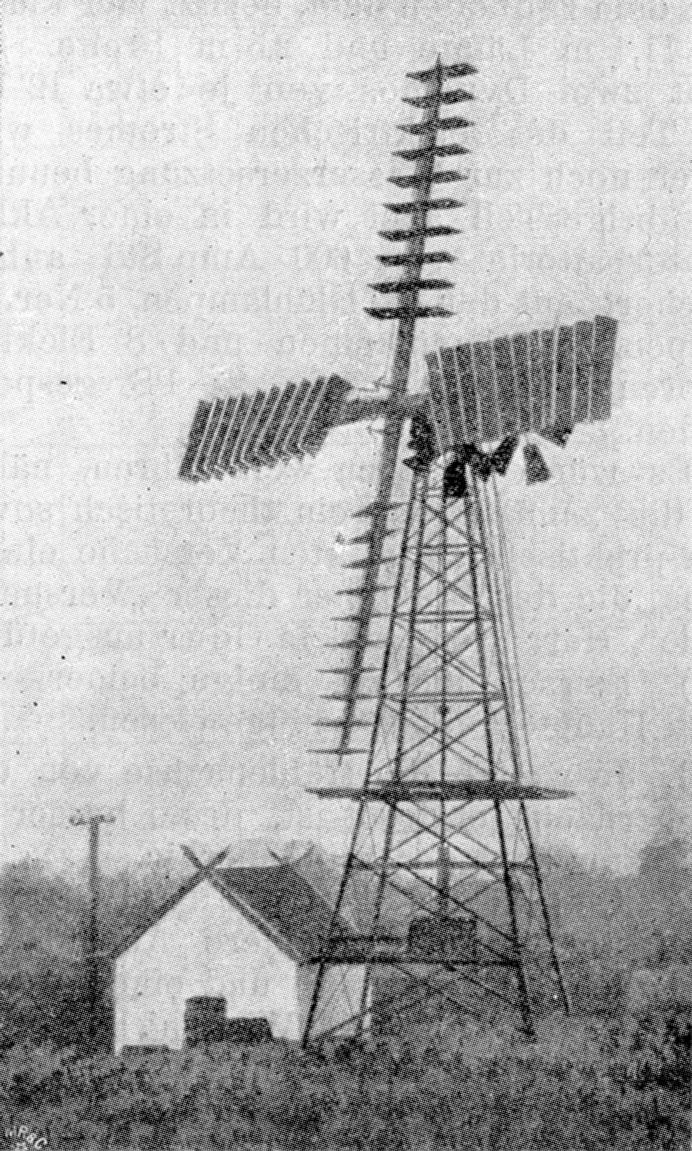
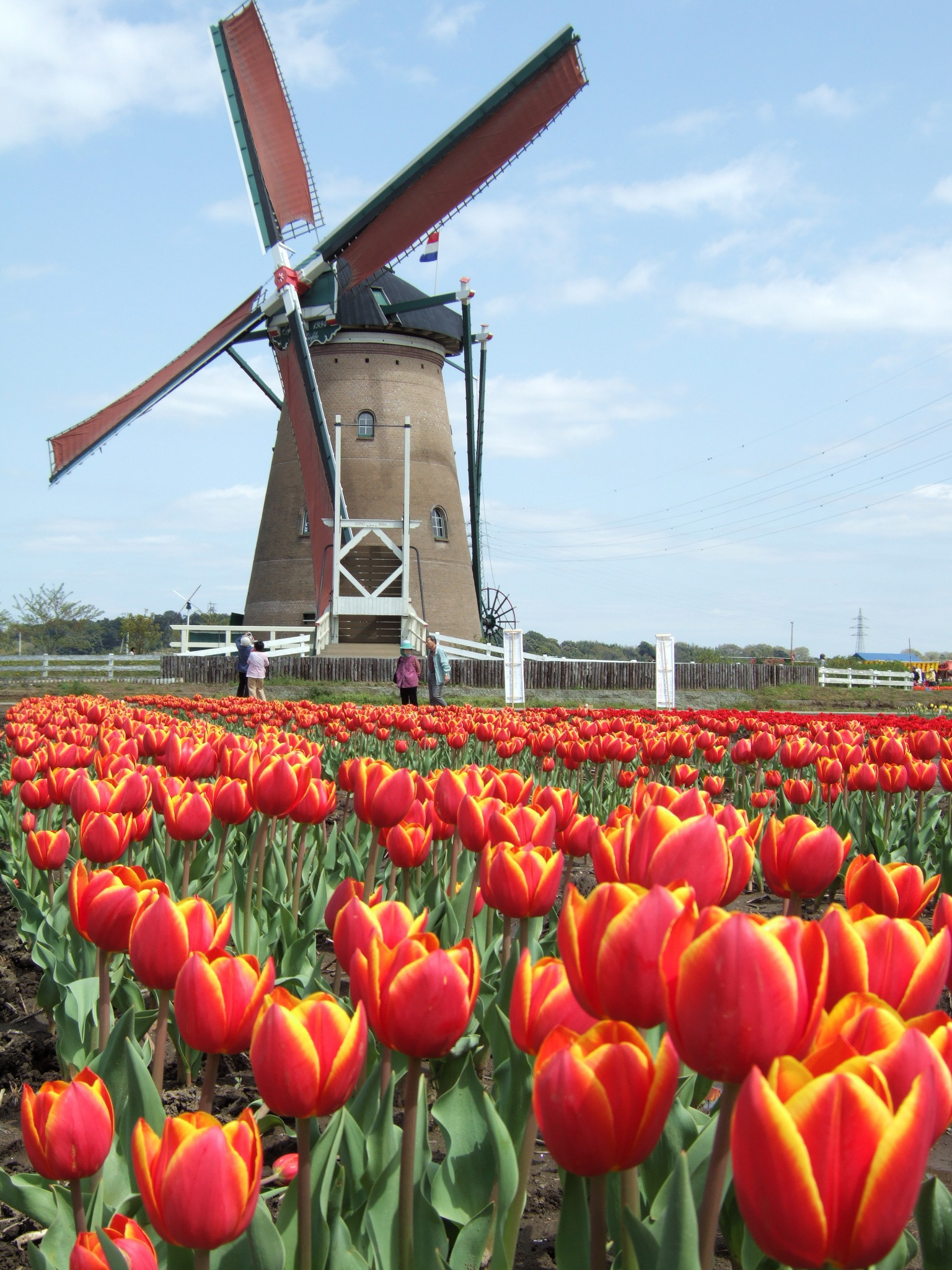
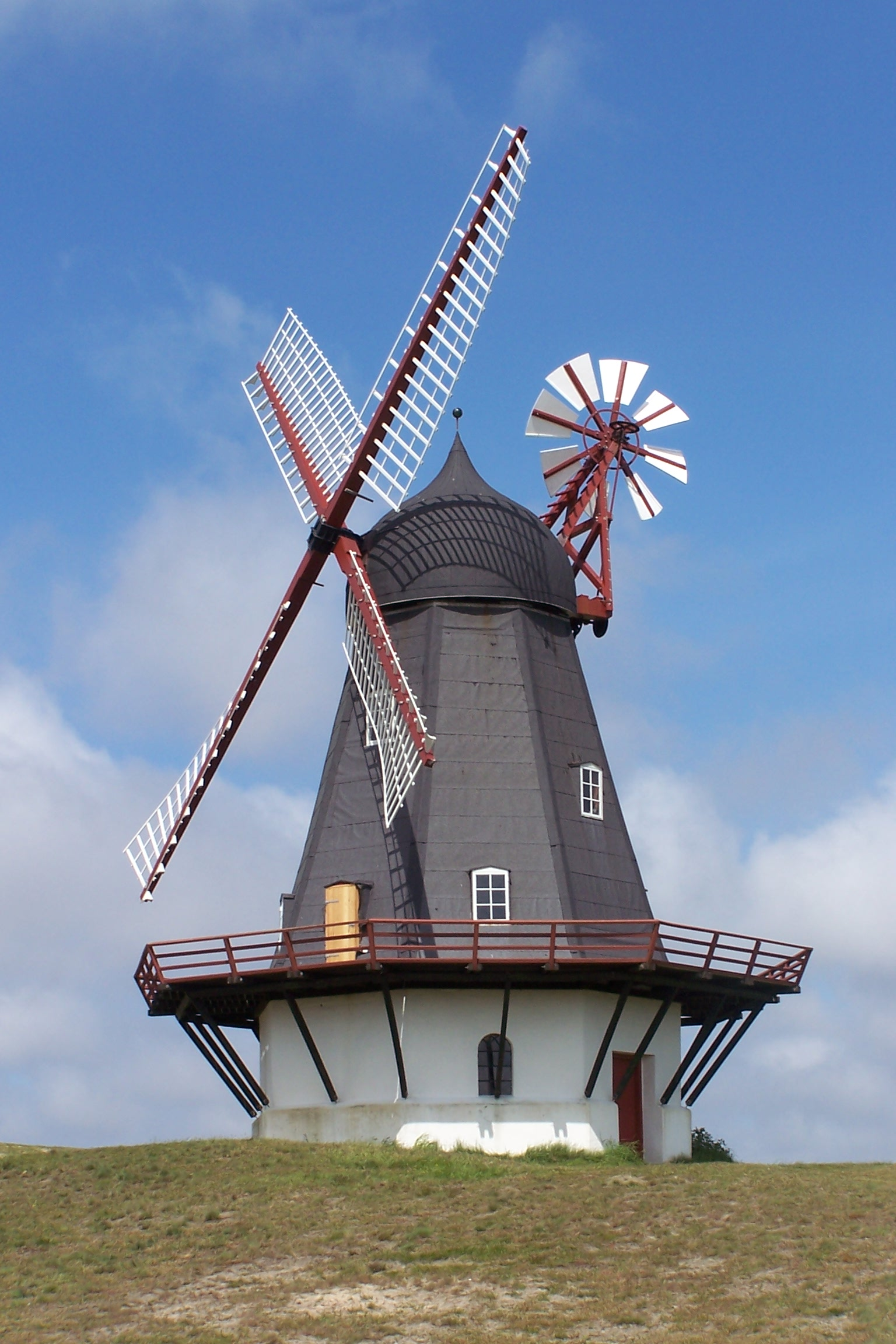
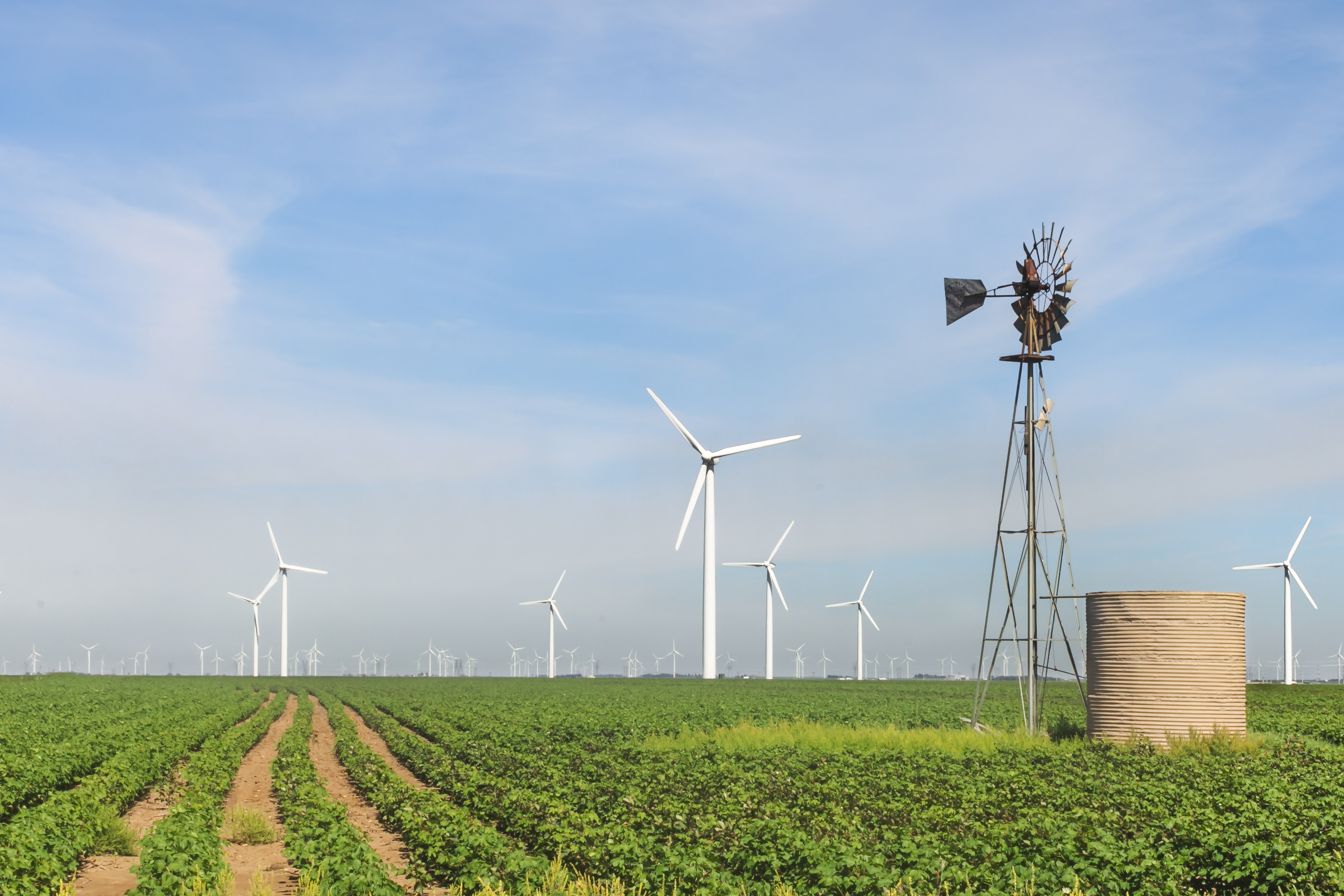

## Mașini eoliene
Doi inventatori germani au călătorit 5.000 de km de-a lungul Australiei, într-o mașină-prototip ce se încarcă cu ajutorul vântului. Călătoria de 3 săptămâni de la Perth la Sydney i-a costat doar 16 dolari australieni, echivalentul a 50 de RON. Autovehiculul numit Wind Explorer poate parcurge 100 km cu jumătate din cantitatea de curent electric necesară funcționării unei mașini de spălat. Cei doi inventatori spun că mașina lor este primul autovehicul autonom pe bază de vânt. Mașina funcționează cu baterii de litiu-ion ce se încarcă cu ajutorul unei turbine mobile folosite noaptea. De asemenea, pentru acumularea de energie suplimentară, cei doi au folosit și zmeie. Wind Explorer cântărește 200 de kg și poate atinge viteze de 88.5 km/h. Grație acestui test, Wind Explorer a devenit primul vehicul eolian ce a traversat un continent.
Richard Jenkins, un inginer britanic, a stabilit un nou record mondial pentru mașini eoliene care se deplasează pe pământ: 126 mph (202,9 km/h) cu mașina sa numită Greenbird. Fostul record aparținea lui Bob Schumacher cu 116 mph, în 1999, cu mașina Iron Duck. Jenkins a spus că i-au trebuit zece ani să construiască mașina. Vehiculul cântărește 600 kg.